# Chuột chù Harenna
Chuột chù Harenna, tên khoa học Crocidura harenna, là một loài động vật có vú trong họ Chuột chù, bộ Soricomorpha. Loài này được Hutterer & Yalden mô tả năm 1990. Chúng là loài đặc hữu của vùng Nam Ethiopia.